# Ranma ½ (série télévisée d'animation)
Pour le manga, voir Ranma ½.
Autre
Ranma ½ (らんま 1/2, Ranma Nibun no Ichi) est une série d'animation japonaise en 161 épisodes de 25 minutes (20 minutes en version française), créé en 1989 d'après le manga éponyme de Rumiko Takahashi et diffusé du 15 avril 1989 au 25 septembre 1992 sur Fuji TV, au Japon. Il est constitué de deux saisons : la première intitulée Ranma ½ (18 épisodes) ; la seconde intitulée Ranma ½ nettō hen (litt. « Ranma ½ : Combats acharnés ») et composée des 143 épisodes restants.
Ranma ½ compte aussi 3 films réalisés entre 1991 et 1994, ainsi que 11 OAV de 30 minutes, parus sous le nom générique de Ranma nibun no ichi entre 1993 et 1996. En 2008, un 12e OAV, inspiré d'une histoire tirée du volume 34 du manga, est présenté lors de l'exposition sur Rumiko Takahashi, au Japon et commercialisée en janvier 2010.
En France, les épisodes sont diffusés du 9 septembre 1992 au 9 décembre 1994 sur TF1 dans le Club Dorothée puis rediffusés sur Mangas, AB1 et NT1, et dès 2009 en version non censurée sur Mangas. Ranma ½ est un des grands succès du Club Dorothée dans les années 1990, devenant une des trois séries phares de l'émission avec Dragon Ball Z et Sailor Moon. Un jeu vidéo adapté de la série sort en 1992 sur console Super Nintendo.

## Synopsis
Afin d'assurer la succession à la tête de son dojo, Soun Tendo souhaite marier l’une de ses trois filles au fils de l’un de ses amis, Genma Saotome. Mais la famille Saotome cache un terrible secret puisqu’au cours d’un voyage en Chine, entrepris afin d’améliorer leurs techniques aux arts martiaux, père et fils sont tombés dans l’une des 109 sources maudites.
Depuis, Ranma se transforme en fille au contact de l’eau froide alors que son père devient pour sa part un panda géant et seule de l’eau chaude leur permet de retrouver leur apparence normale. La surprise est donc énorme pour la famille Tendo qui accueille Ranma et son père dans leur maison et un climat conflictuel ne tarde pas à s’instaurer entre Ranma et Akane, la fille benjamine, qui à contre cœur et selon le désir des deux pères, se voit attribuer le titre de fiancée du jeune garçon.

## Personnages
La série se centre autour de Ranma Vincent (Ranma Saotome), revenu d'un entraînement en Chine avec son père Genma Vincent (Genma Saotome). Tous sont hébergés par la famille Galland (Tendo), du fait que Ranma est promis à Adeline Galland (Akane Tendo, sa « fiancée »). D'autres personnages secondaires redondants comme le Dr Thibault (Dr. Tofu Ono) et Roland Mathieu (Ryoga Hibiki) font leur apparition. Roland, un des premiers antagonistes de la série, a également la capacité de se transformer en cochon sous contact de l'eau tiède.

## Épisodes
La série télévisée est créée par Studio Deen et diffusée chaque semaine entre le 15 avril 1989 et le 16 septembre 1989 sur Fuji TV en 18 épisodes, avant d'être annulée en raison de faibles audiences. La série est ensuit retravaillée par la plupart des membres de la même équipe, renommée Ranma ½ Nettōhen (らんま 1/2 熱闘編) et lancée dans une autre tranche horaire, en 143 épisodes, du 20 octobre 1989 au 25 septembre 1992. L'anime reste fidèle au manga original mais s'en distingue en gardant la transformation du sexe de Ranma secrète pour les lycéens, du moins pendant la majeure partie de sa durée. Il n'introduit également Hikaru Gosunkugi (Boniface) que très tard dans la série, au lieu de cela, Sasuke Sarugakure (Mathurin), le petit ninja de la famille Kuno, remplit un certain nombre de rôles de Gosunkugi dans les premières intrigues, mais est un personnage majeur à part entière. L'anime modifie également le placement de nombreux arcs scénaristiques et contient de nombreux épisodes et personnages originaux non adaptés du manga.
En France, les épisodes ont été diffusés du 9 septembre 1992, au 9 décembre 1994 sur TF1 dans le Club Dorothée puis rediffusés sur Mangas, AB1 et NT1 (en version censurée) et dès 2009 en version non censurée sur Mangas. Comme mentionné, plusieurs épisodes de la série ont été censurés par AB Productions dès leurs premières diffusions dans le Club Dorothée jusqu'en 2008. À partir de fin 2008, l'éditeur Déclic Images restaure la série dans son intégralité avec ses génériques japonais et a sous-titré les parties censurées, non réutilisable en français ou non doublé, pour être rediffusée (comme sur Mangas) et édité en coffret DVD collector. En juillet 2022, Mangas annonce la rediffusion de la série du lundi au vendredi à 20 h 20, sur ses ondes et en format HD.
Ranma ½ est un des grands succès du Club Dorothée, devenant une des trois séries phares de l'émission avec Dragon Ball Z et Sailor Moon.

## Autres adaptations

### Films
- Ranma ½ - Film 1 : La Grande Bataille de Chine (らんま 1/2 中国寝崑崙大決戦! 掟やぶりの激闘編!!, Ranma Nibun no Ichi : Chuugoku Nekonron Daikessen! Okite Yaburi no Gekitou Hen!!?), sorti en 1991
- Ranma ½ - Film 2 : Rendez-nous nos copines ! (らんま 1/2　決戦桃幻郷! 花嫁を奪りもどせ!!, Ranma Nibun no Ichi : Kessen Tougenkyou! Hanayomewo Torimodose!?), sorti en 1992
- Ranma ½ - Film 3 : L'Équipe Ranma contre le Phénix Légendaire (ce film, d'une durée de trente minutes seulement, est souvent classé comme OAV.) (らんま 1/2 超無差別決戦！ 乱馬チームVS伝説の鳳凰, Ranma Nibun no Ichi - Chô Musabetsu Kessen! Ranma Team VS Densetsu no Hôhô?), sorti en 1994.

### OAV
11 OAV de 30 minutes sont parus sous le nom générique de Ranma nibun no ichi entre 1993 et 1996.
- La Malédiction du bijou des contraires
- Nöel agité chez les Tendo !
- Akane contre Ranma ! Je perpetuerai la cuisine de maman !
- Tempête sur le lycée ! La prof Hinako se change en adulte !
- La Voie de la succession (1re partie)
- La Voie de la succession (2e partie)
- Souvenirs d'enfance (1re partie)
- Souvenirs d'enfance (2e partie)
- Le Tunnel maudit de l'amour perdu
- L'enfer n'est rien en comparaison du mépris de Kasumi !
- Les Deux Akane ! Ranma, regarde-moi ! ou (La Poupée maléfique)
- Cauchemar ! L'Encens du sommeil de printemps

### Bandes son
Titres des génériques originaux de l'anime :
Saison 1
- Opening 1 : Jajauma ni Sasenaide par Etsuko Nishio
- Ending 1 : Platonic Tsuranuite par Kaori Sakagami
- Ending 2 : Equal Romance par CoCo

Saison 2
- Opening 2 : Little Date par ribbon
- Ending 3 : Don't mind lay-lay-Boy par Etsuko Nishio
- Opening 3 : Omoide ga Ippai par CoCo
- Ending 4 : Ranma Da Ranma par Ranma teki Kageki Dan Goikkou sama
- Opening 4 : Zettai Part 2 par Yoshie Hayasaka
- Ending 5 : Present par Tokyo Shōnen
- Ending 6 : Friends par Yawmin
- Opening 5 : Chikyuu Orchestra par Kusu Kusu
- Ending 7 : Hinageshi par Michiyo Nakajima
- Opening 6 : Mou Nakanaide par Azusa Senō
- Ending 8 : Positive par Miho Morikawa
- Opening 7 : Love Seeker - Can't stop it ! par Vision
- Ending 9 : Niji to Taiyō no Oka par Piyo Piyo

## Doublage
- Luq Hamet : Ranma Vincent (garçon)
- Barbara Tissier : Ranma Vincent (fille), Isabelle, Bambou et Amandine Galland (2e voix)
- Magali Barney : Adeline Galland
- Dorothée Jemma : Annabelle Galland, Géraldine Storm, Frédérique, la grand-mère de Bambou et Amandine Galland (voix de remplacement)
- Géraldine Giraud : Amandine Galland (1re voix)
- Serge Bourrier : Genma Vincent, Ernestin et le directeur
- Gérard Dessalles : Aristide Galland (1re voix des 20 premiers épisodes)
- Vincent Ropion : Julian Storm, Michaël, Aristide Galland (2e voix pour le reste de la série), Mathias et Dr Thibault (voix de remplacement, épisodes 2 et 81)
- Patrick Borg : Roland Mathieu, Dr Thibault, Mathurin et Mathias (voix de remplacement, épisode 23)
- Éric Legrand : Roland Mathieu (voix de remplacement, épisodes 141, 142, 144 et 145)
- Joëlle Guigui : Adeline Galland (voix de remplacement, épisodes 53 à 57) et Annabelle Galland (voix de remplacement, épisodes 136 à 140)
- Virginie Ogouz : Adeline Galland (voix de remplacement: épisodes 97 et 98)

Version française :
- Adaptation des dialogues : Laurence Salva-Vignes[1]
- Source : Planète Jeunesse[1] et RS Doublage[5]

## DVD

### 1reéditioncollector
Afin de satisfaire le public français, le studio Déclic Images décide de rééditer un grand nombre de séries d'animation cultes fournissant une version intégrale non censurée avec une remasterisation de l'image, dont Ranma ½, au début des années 2000. Une première édition intégrale de la série uniquement en VOSTFr est publiée en 6 volumes entre 2004 et 2006 :
- Ranma ½, vol. 1 (5 DVD, 18 épisodes), sorti le 24 juin 2004 ;
- Ranma ½, vol. 2 (5 DVD, 29 épisodes), sorti le 21 octobre 2004 ;
- Ranma ½, vol. 3 (5 DVD, 29 épisodes), sorti le 13 janvier 2005 ;
- Ranma ½, vol. 4 (5 DVD, 29 épisodes), sorti le 13 juillet 2005 ;
- Ranma ½, vol. 5 (5 DVD, 28 épisodes), sorti le 3 mars 2006 ;
- Ranma ½, vol. 6 (5 DVD, 28 épisodes), sorti le 7 août 2006.

Un coffret prestige réunissant les deux premiers films est aussi paru le 9 juillet 2007 uniquement en VOSTFr non censurée.

### Coffrets collectors
Ces coffrets ont droit à une nouvelle édition DVD collector avec un livret, réunissant VOSTFr / VF en version intégrale non censurée avec une remasterisation de l'image et notamment une réintégration des scènes manquantes censurées de la version française. Celles qui n'ont pu l'être sont dans ce cas comblées par la version originale sous-titrée afin de bénéficier de l'intégralité sur la VF. Dans le premier coffret, seul le premier épisode présente ce cas de figure, les 32 épisodes suivants étant présentés en version intégrale. Les sous-titres ont eux aussi été modifiés afin d'harmoniser les changements de noms qu'il y a pu avoir dans la précédente version standard VOSTFr et de nombreuses corrections y ont été apportées. L'intégralité des épisodes de Ranma ½ est parue en 5 coffrets collectors : 
- Coffret collector vol. 1 (6 DVD, 33 épisodes), sorti exclusivement sur commande le 16 octobre 2008[10] puis le 7 novembre 2008[11] ;
- Coffret collector vol. 2 (6 DVD, 32 épisodes), sorti le 22 juin 2009 ;
- Coffret collector vol. 3 (6 DVD, 32 épisodes), sorti le 16 septembre 2009  ;
- Coffret collector vol. 4 (6 DVD, 32 épisodes), sorti le 25 janvier 2010 ;
- Coffret collector vol. 5 (6 DVD, 32 épisodes), sorti 13 juillet 2010.

Et, au fur et à mesure de la sortie des coffrets collectors réunissant VOSTFr / VF, une édition intégrale uniquement en VF est publiée également en 6 volumes en 2010 :
- Ranma ½, vol. 1 (5 DVD, 28 épisodes), sorti le 18 janvier 2010 ;
- Ranma ½, vol. 2 (5 DVD, 28 épisodes), sorti le 18 janvier 2010 ;
- Ranma ½, vol. 3 (5 DVD, 28 épisodes), sorti le 18 janvier 2010 ;
- Ranma ½, vol. 4 (5 DVD, 28 épisodes), sorti le 12 juillet 2010 ;
- Ranma ½, vol. 5 (5 DVD, 25 épisodes), sorti le 12 juillet 2010 ;
- Ranma ½, vol. 6 (5 DVD, 24 épisodes), sorti le 13 août 2010.

Une édition collector limitée réunissant les 5 coffrets intégrales de Ranma ½ (30 DVD) est ensuite paru le 3 décembre 2010.

## Jeux vidéo
Plusieurs jeux vidéo de rôle ou de combat adaptée de la série ont vu le jour entre 1990 et 1995.
- Sur Game Boy :
  - Ranma ½ (jeu vidéo), genre de Bomberman (Japon : 1990)
  - Ranma ½: Netsuretsu Kakutouhen, RPG à scrolling horizontal (Japon : 1992)
  - Ranma ½: Kakugeki Mondou, jeu de rôle à scrolling horizontal suite du précédent (Japon : 1993)

- Sur Super Nintendo :
  - Ranma ½: Chōnai Gekitōhen, jeu de combat (Japon : 27 mars 1992) / Ranma ½: Neighborhood Combat (États-Unis : avril 1993)
  - Ranma ½: Hard Battle (Ranma ½: Bakuretsu Rantōhen), jeu de combat (Japon : 25 décembre 1992 / États-Unis : 12 novembre 1993 / Europe : 23 novembre 1993)[14], le jeu possède plus de combattants, de coups et de techniques que le précédent. C'est aussi le seul de la trilogie à être sorti en Europe.
  - Ranma ½: Hidden Treasures of the Crimson Cats (it) (Ranma ½: Akaneko-dan Teki Hihō), jeu de rôle solo (Japon : 22 octobre 1993 / États-Unis : ?)
  - Ranma ½: Super Battle (it) (Ranma ½: Chōgi Ranbu-hen), jeu de combat (Japon : 28 avril 1994 / États-Unis : mars 1995), certains personnages ont été ajoutés par rapport au jeu précédent, d'autres retirés.

- Sur PlayStation :
  - Ranma ½: Battle Renaissance (Ranma ½: Batoru Runessansu), jeu de combat avec un moteur 3D  (Japon : 6 décembre 1996)